# Accu§er

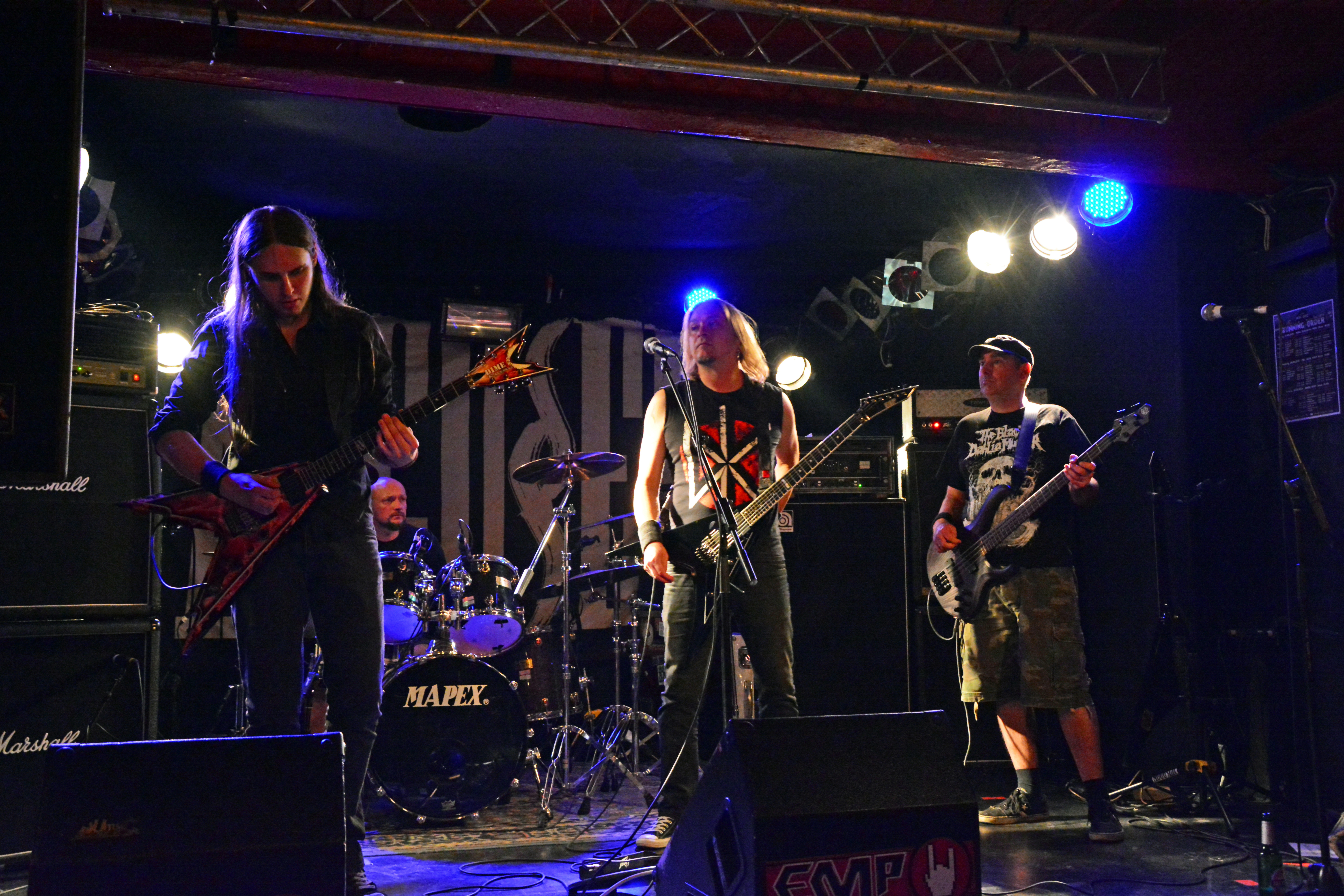
Accu§er in 2013

Accu§er is een Duitse thrashmetalband. Hoewel de band nooit een contract aangeboden kreeg van een groot label brachten ze toch een reeks relatief succesvolle albums uit. Toen de band uit elkaar ging vormden gitarist Frank Thoms and René Shultz een nieuwe band, Scartribe.
Omdat vele fans liever Accu§er-muziek hoorden brachten Frank en René de band terug samen in 2002.

## Artiesten
- Frank Thoms - gitarist, vocalist
- René Schütz - gitarist
- Uwe Schmidt - bassist
- Olli Fechner - drummer

## Vroegere leden
- Eberhard Weyel - vocalist, bassist
- Milan Peschel - gitarist
- Guido Venzlaff - bassist
- Volker Borchert - drummer

## Discografie
- 1987 - The Conviction (Atom H)
- 1988 - Experimental Errors (Atom H)
- 1989 - Who Dominates Who? (Atom H)
- 1991 - Double Talk (Atom H)
- 1992 - Repent (Rough Trade)
- 1994 - Reflections (Major)
- 1995 - Confusion Romance (Koch Records), ep
- 1995 - Taken By The Throat (Koch Records)
- 1997 - The Conviction/Experimental Errors (Koch Records), heruitgave